# Edmund Fetting
Edmund Andrzej Fetting (10 tháng 11 năm 1927 tại Warsaw – 30 tháng 1 năm 2001 tại Warsaw) là một diễn viên điện ảnh, diễn viên sân khấu và ca sĩ người Ba Lan.
Edmund Fetting được trao Thập tự Hiệp sĩ Huân chương Polonia Restituta vào năm 1980 và Thập tự vàng Công trạng vào năm 1974.
Edmund Fetting mất ngày 30 tháng 1 năm 2001 tại Warsaw và được chôn cất tại Nghĩa trang Powązki.

## Thành tích nghệ thuật
- Nikodem Dyzma (1956)
- Wolne miasto (1958)
- Miejsce na ziemi (1960)
- Samson (1961)
- All Souls' Day (1961) - Michal
- Daleka jest droga (1963)
- Zbrodniarz i panna (1963) - Kaplinski
- Prawo i pięść (1964)
- Zycie raz jeszcze (1965) – Biên tập viên Rydz
- Glos ma prokurator (1965) – Công tố viên Andrzej Tabor
- The Ashes (1965) - Quan chức người Áo
- Katastrofa (1966) - Rowicki
- Lenin in Poland (1966) - Honecki
- Znicz olimpijski (1970)
- Ostatni swiadek (1970) - Klaus Goltz
- Lokis (1970) - Pastor
- Brylanty pani Zuzy (1972) - Krzysztof / Ông trùm
- Jak daleko stad, jak blisko (1972) - Szymon
- Die Elixiere des Teufels (1973, DEFA) - Thẩm phán
- Zazdrosc i medycyna (1973) - Willi von Fuchs
- In Desert and Wilderness (1973) - Georg Rawlison
- Zaczarowane podwórko (1974)
- Gniazdo (1974) - Krystian, anh của Dubrawa
- Death of a President (1977) - Tướng Józef Haller
- Sprawa Gorgonowej (1977) - Thanh tra Piatkiewicz
- Tanczacy jastrzab (1977)
- Pasja (1978) - Zajaczkowski
- Inquest of Pilot Pirx (1979) - Oskarzyciel przed trybunalem
- Droga daleka przed nami... (1980)
- Ojciec królowej (1980) - Đại sứ Áo
- Dzien Wisly (1980) - Giáo sư
- Polonia Restituta (1981) - David Lloyd George
- Glosy (1981) - Bác sĩ tâm lý Meller
- Nad Niemnem (1987) - Darzecki